# Medium Attachment Unit

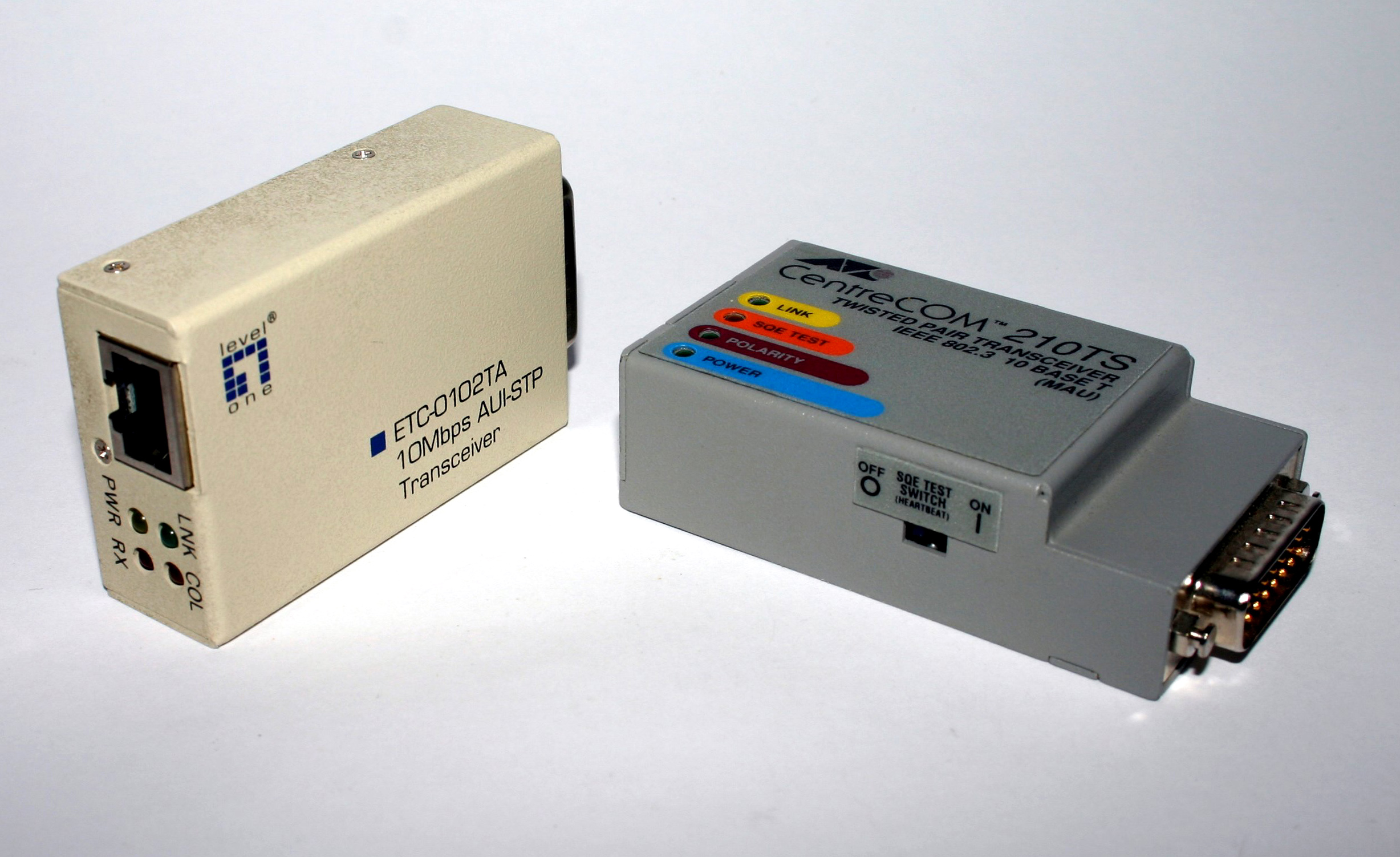
Dois Medium Attachment Units

Um Medium Attachment Unit (MAU) é um adaptador coaxial para cabo de rede Ethernet.